# Hyoscyamus muticus
Hyoscyamus muticus là loài thực vật có hoa trong họ Cà. Loài này được L. mô tả khoa học đầu tiên năm 1767.